# Ломмисвиль
Ломмисвиль (нем. Lommiswil) — коммуна в Швейцарии, в кантоне Золотурн. 
Входит в состав округа Леберн. Население составляет 1435 человек (на 31 декабря 2007 года). Официальный код — 2551.